# Jeb Dkileh
Jeb Dkileh (tiếng Ả Rập: جب دكيلة) là một ngôi làng Syria nằm ở phó huyện Uqayribat thuộc huyện Salamiyah, Hama. Theo Cục Thống kê Trung ương Syria (CBS), Jeb Dkileh có dân số 200 trong cuộc điều tra dân số năm 2004.